# Wembley Park
Wembley Park – naziemna stacja metra w Londynie, położona w dzielnicy Brent. Została otwarta w 1893 jako część Metropolitan Line. W latach 1939–1979 przechodziło przez nią jedno z odgałęzień Bakerloo Line, które następnie stało się częścią Jubilee Line. Jest stacją położoną najbliżej stadionu Wembley i hali widowiskowej Wembley Arena. Rocznie korzysta z niej ok. 11,9 mln pasażerów. Należy do czwartej strefy biletowej.